# São Gabriel (kommun i Brasilien, Bahia)
São Gabriel är en kommun i Brasilien.   Den ligger i delstaten Bahia, i den östra delen av landet, 900 km nordost om huvudstaden Brasília. Antalet invånare är 18 419.
Omgivningarna runt São Gabriel är huvudsakligen savann. Runt São Gabriel är det mycket glesbefolkat, med 6 invånare per kvadratkilometer.